# Сван, Анни
Анни Эмилия Сван (фин. Anni Emilia Swan; 4 января 1875, Гельсингфорс — 24 марта 1958, Хельсинки) — финская детская писательница и переводчица.

## Биография
Анни Сван родилась в 1875 г. в Гельсингфорсе. Её родителями был Карл Густав Сван, известный деятель культуры и основатель первой газеты Лаппеэнранты, и Эмилия Малин. У Анни было восемь сестёр.
Семья Сванов жила в Лаппеэнранте с 1884 г. Эмилия Малин была любительницей литературы и с раннего детства приучала своих дочерей читать. Анни посещала школу для девочек Helsingin Suomalainen Yhteiskoulu в Миккели и окончила её в 1895 г. После окончания школы она в 1900 г. нашла работу учительницы начальных классов в Йювяскюле, после чего работала в Гельсингфорсе с 1901 по 1916 гг. В 1907 г. она вышла замуж за писателя Отто Маннинена. В этом браке родились трое сыновей, младший из которых, Мауно Маннинен, стал поэтом и художником.
Анни Маннинен выпустила свою первую детскую книгу Satuja («Сказки») в 1901 г. Её первая книга для подростков, частично основанная на воспоминаниях её отца, под названием Tottisalmen perillinen («Наследник Тоттисалми»), была опубликована в 1917 г. К другим известным книгам Анни относятся Iris rukka («Бедный Iris»), Ollin oppivuodet («Ученичество Олли») и Sara ja Sarri («Сара и Сарри»). В своих писательницах сопоставляет бедных и богатых, хороших и плохих людей. Зачастую главные герои произведений сталкиваются с проблемами при встрече с людьми другого социального класса. Герои произведений Анни Сван, написанных для детей и взрослых, — смелые и находчивые, они становились образцом для подражания для героев и героинь в художественной литературы, написанной другими авторами.
Кроме литературной деятельности Анни Сван была редактором для детских журналов Pääskynen (в 1907—1918 гг.) and Nuorten toveri/Sirkka (1919—1945), занималась переводческой деятельностью: например, переводила сказки братьев Гримм, вместе с мужем в 1906 г. впервые перевела на финский язык «Алису в стране чудес» Льюиса Кэрролла.
Анни Сван умерла в 1958 г. в Хельсинки. В 1961 г. был учреждён приз её имени (Anni Swan -mitali), который присуждается лучшим художественным произведениям для детей и подростков, написанным на финском или шведском языке.
В честь Анни Сван названы улицы в Миккели и Лаппеэнранте, а также парк в Кангасниеми.